# Sân bay Harstad/Narvik, Evenes
Sân bay Harstad/Narvik, Evenes (IATA: EVE, ICAO: ENEV) (tiếng Na Uy: Harstad/Narvik lufthavn, Evenes) là một sân bay ở đô thị Evenes, Nordland, Bắc Na Uy. Một phần nhỏ của đường băng thuộc đô thị Skånland ở Troms.
Sân bay phục vụ các thành phố Harstad và Narvik, năm 2008, sân bay đã phục vụ 505.554 lượt khách (Norwegian). 

## Các hãng hàng không và tuyến bay
- Norwegian Air Shuttle (Oslo)
- Scandinavian Airlines (Oslo)
- Widerøe (Bodø, Tromsø, Trondheim)